# Pleurostylodon
Pleurostylodon è un genere estinto di mammiferi notoungulati, appartenente ai tossodonti. Visse nell'Eocene medio (circa 48 - 34 milioni di anni fa) e i suoi resti fossili sono stati ritrovati in Sudamerica.

## Descrizione
Questo animale è noto per numerosi resti, principalmente cranici, che permettono una ricostruzione piuttosto dettagliata della sua morfologia. Sembra che Pleurostylodon fosse della taglia di un montone e che l'aspetto fosse vagamente simile a quello di un tapiro o di un cinghiale. 
Pleurostylodon possedeva un cranio grande e allargato nella regione dell'arcata orbitale, che si restringeva vistosamente nella zona posteriore del muso. La parte terminale del muso era allargata e munita di piccoli incisivi; non era presente alcun diastema dopo i canini. Il muso era più corto rispetto a quello di tossodonti successivi e più specializzati come Adinotherium, e la zona occipitale era più stretta. Numerose caratteristiche della mascella, della dentatura e della regione uditiva (poco specializzata) richiamano quelle di Homalodotherium.
Il terzo incisivo superiore era ingrandito, vagamente simile a un canino, mentre il canino vero e proprio era più grande e lanceolato. I premolari e i molari erano dotati di un bordo esterno al protolofo sinuoso, con un forte parastilo e con una piega del paracono. Il protolofo e il metalofo erano completi (tranne che nel primo premolare superiore) mentre protocono e ipocono erano separati nei denti non usurati. Una sorta di uncino e molteplici piccole creste erano presenti in numero variabile nella valle mediana dei molari.

## Classificazione
Il genere Pleurostylodon venne descritto inizialmente da Florentino Ameghino nel 1897, sulla base di resti fossili ritrovati in Argentina in terreni dell'Eocene medio. La specie tipo è Pleurostylodon modicum, ma a questo genere lo stesso Ameghino descrisse in anni successivi numerose altre specie, tra cui P. bifidus, P. complanatus, P. crassiramis, P. notabilis, P. recticrista, P. similis.
Pleurostylodon è uno dei generi meglio conosciuti della famiglia degli isotemnidi, un gruppo di notoungulati basali comprendenti numerosi generi di taglia variabile e poco specializzati. Attualmente la famiglia Isotemnidae è considerata parafiletica, e Pleurostylodon sembrerebbe essere vicino all'origine della famiglia Toxodontidae, comprendente i tossodonti più derivati.